# قتيبة الغانم
قتيبة يوسف أحمد الغانم (1945-) رجل أعمال كويتي ورئيس مجموعة صناعات الغانم، وهو عضو في مجلس إدارة شركة مشاريع الكويت الاستثمارية، وصلت ثروته إلى 2.1 مليار دولار أمريكي حسب مجلة فوربس عام 2013.

## النشأة والتعليم
وُلد قتيبة في الكويت، وقضى فيها الجزء الأكبر من طفولته، قبل أن يسافر بصحبة عائلته إلى المملكة المتحدة، حيث أكمل هناك تعليمه ودرس في مدرسة جوردونستون في اسكتلندا، ونشأ في أسرة تؤمن بأهمية التعليم، فوالده هو يوسف الغانم، صاحب شركة يوسف الغانم وأولاده، والتي أنشئت في ثلاثينات القرن الماضي، وقد حصل على لقب سير من المملكة المتحدة، بعد نجاحه كوسيط لامتياز النفط الأول بين شركة النفط الأنجلو - فارسية (البريطانية للبترول حالياً) وأمير دولة الكويت، وفي أواخر ستينات القرن الماضي، التحق بجامعة كاليفورنيا في بيركلي.

## الأعمال التجارية
عاد قتيبة إلى الكويت في عام 1970، بعدما حصل على درجة البكالوريوس في الآداب والعلوم في بيركلي، ليقوم بإطلاق شركته الخاصة التي تحمل اسم الدار، والتي كانت تجربته الأولى في مجال تجارة الأثاث الراقي، وقد ركز بشكل كبير على خدمة العملاء، مما ساهم في رفع مستوى جودة المنتجات والخدمات في الكويت بشكل عام، كما قام بوضع معايير جديدة اعتمدتها العديد من الشركات في المنطقة لاحقاً.

## إنقاذه لعائلته من الإفلاس
كانت مجموعة الغانم متخصصة في تجارة اللؤلؤ، حيث حققت في هذا المجال نجاحات كبيرة، وضعتها في مقدمة الشركات التي تُقدم أفضل وأجود أنواع اللؤلؤ في الكويت كلها، حتى تعرضت المجموعة لضربة كبيرة، حيث ضرب إعصار هائل أسطولها بالكامل، مما أسفر عن خسائر فادحة، وكاد أن يُقضي على نشاط المجموعة تماماً، ويجعلها تُعلن إفلاسها، إلا أنه قام بتأسيس شركة لتجارة الأخشاب، والتي من خلالها حقق النجاح لعائلته مرة أخرى وانقذها من الإفلاس.

## صناعات الغانم
وبمرور الوقت على موافقة والده لتغيير اسم المجموعة من يوسف الغانم وأولاده إلى صناعات الغانم، كما قام بتوسيع نشاط المجموعة في المنطقة من خلال إضافة أقسام جديدة لتنويع الأعمال، وعقد صفقات ضخمة مع علامات تجارية عالمية، وحالياً تعد صناعات الغانم من أكبر وأعرق الشركات العربية في المنطقة، حيث تضم أكثر من 30 شركة موزعة في 40 دولة حول العالم، كما أنها تتعامل مع أكثر من 300 وكالة وعلامة تجارية عالمية معروفة، وقد توسعت أعمال مجموعة صناعات الغانم لتشمل العديد من المجالات مثل : منتجات البناء والتشييد المنزلي، توزيع سلع استهلاكية بالجملة، التأمين، مبيعات السيارات والخدمات، الائتمان الاستهلاكي، أتمتة المكاتب، الإعلان والوسائط، هندسة المشاريع، تجارة التجزئة في الإلكترونيات الاستهلاكية، النفط والغاز، وغيرها.

## إرث عائلته
في عام 2003، قام قتيبة بتحويل أملاك عائلته في لبنان إلى دار أيتام، كنوع من التكريم لوالديه، وقد قامت مجلة فوربس العالمية بضم قتيبة الغانم إلى قائمة أكثر الرجال ثراء في العالم، بثروة تجاوزت المليار دولار، ليكون هو الكويتي الوحيد في هذه القائمة.